# Viscount of Strathallan

Wappen der Viscounts of Strathallan

Viscount of Strathallan ist ein erblicher britischer Adelstitel in der Peerage of Scotland.

## Verleihung und Geschichte des Titels
Der Titel wurde am 16. August 1686 für den Politiker und Militär William Drummond geschaffen. Er war der zweite Sohn des John Drummond, 2. Lord Maderty, aus dem Clan Drummond. Zusammen mit der Viscountwürde wurde ihm der nachgeordnete Titel Lord Drummond of Cromlix verliehen.
Sein Sohn, der 2. Viscount, erbte am 20. Januar 1692 von seinem Onkel auch den fortan nachgeordneten Titel 4. Lord Maderty.
Der 4. Viscount beteiligte sich, ebenso wie sein Sohn, der spätere 5. Viscount, am Jakobitenaufstand von 1745. Mit Parlamentsbeschluss vom 18. April 1746 wurden beide geächtet (Bill of Attainder), unter der Bedingung, dass sie sich nicht bis zum 12. Juli 1746 ergeben würden. Für den 4. Viscount kam diese Frist zu spät, da er bereits am 16. April 1746 in der Schlacht von Culloden gefallen war. Sein Sohn floh nach der Schlacht nach Frankreich und verlor damit mit Wirkung ab dem 18. April 1746 seine Titel und Ländereien.
Der jüngere Sohn seines Bruders, James Drummond, erwirkte schließlich am 17. Juni 1824, dass ihm die Titel durch Act of Parliament als 6. Viscount wiederhergestellt wurden. Teils wird der Rechtsakt auch als rückwirkende Aufhebung der Ächtung verstanden und James Drummond entsprechend als 8. Viscount gezählt.
Sein Urenkel, der 9. Viscount, erbte 1902 beim Tod seines entfernten Verwandten George Drummond, 5. Earl of Perth auch dessen Titel als 6. Earl of Perth und 9. Lord Drummond. Die Viscountcy ist seither ein nachgeordneter Titel des jeweiligen Earls of Perth. Heutiger Titelinhaber ist seit 2002 sein Großneffe John Drummond, 9. Earl of Perth als 12. Viscount.

## Liste der Viscounts of Strathallan (1686)
- William Drummond, 1. Viscount of Strathallan (1617–1688)
- William Drummond, 2. Viscount of Strathallan (1670–1702)
- William Drummond, 3. Viscount of Strathallan (1694–1711)
- William Drummond, 4. Viscount of Strathallan († 1746)
- James Drummond, 5. Viscount of Strathallan (1722–1765) (Titel verwirkt 1746)
  - James Drummond (um 1752–1775)
  - Andrew Drummond (1758–1814)
- James Drummond, 6. Viscount of Strathallan (1767–1851) (Titel wiederhergestellt 1824)
- William Drummond, 7. Viscount of Strathallan (1810–1886)
- James Drummond, 8. Viscount of Strathallan (1839–1893)
- William Drummond, 6. Earl of Perth, 9. Viscount of Strathallan (1871–1937)
- Eric Drummond, 7. Earl of Perth, 10. Viscount of Strathallan (1876–1951)
- John Drummond, 8. Earl of Perth, 11. Viscount of Strathallan (1907–2002)
- John Drummond, 9. Earl of Perth, 12. Viscount of Strathallan (* 1935)

Titelerbe (Heir apparent) ist der Sohn des aktuellen Titelinhabers, James Drummond, Viscount Strathallan (* 1965).